# 稲山正弘
稲山 正弘（いなやま まさひろ、1958年（昭和33年） - ）は、日本の木質構造家。東京大学大学院農学生命科学研究科教授。木質構造研究会会長。中大規模木造プレカット技術協会代表理事。
愛知県出身。愛知県立旭丘高等学校卒業。

## 略歴
- 1982年：東京大学工学部建築学科卒業
- 1982年 - 1986年：ミサワホーム勤務
- 1990年：稲山建築設計事務所（現・ホルツストラ）設立
- 1992年：東京大学大学院博士課程修了、博士（工学）
- 2001年 - 2002年：ものつくり大学建設技能工芸学科助教授
- 2005年 - 2012年：東京大学大学院農学生命科学研究科准教授
- 2012年 - ： 東京大学大学院農学生命科学研究科教授

## 受賞歴
- 2000年：第3回木材活用コンクール最優秀賞・農林水産大臣賞（いわむらかずお絵本の丘美術館）
- 2002年：日本建築学会賞（技術）、松井源吾賞（岐阜県立森林文化アカデミー）
- 2005年：日本建築仕上学会賞（作品賞・建築部門）（ウトコリミテッド室戸工場）
- 2006年：杉山英男賞
- 2009年：JSCA賞（弥生講堂アネックス）
- 2010年：日本建築学会作品選奨（弥生講堂アネックス）
- 2013年：日本建築士連合会優秀賞（北沢建築工場）
- 2014年：日本建築仕上学会賞（作品賞・建築部門）（北沢建築工場）
- 2015年：日本建築学会作品選奨（鹿北小学校）、第18回木材活用コンクール最優秀賞・農林水産大臣賞（住田町庁舎）
- 2016年：BCS賞（住田町庁舎）
- 2017年：第20回木材活用コンクール最優秀賞・農林水産大臣賞（戸越銀座駅）

ほか

## 主な著書
- 「中大規模木造建築物の構造設計の手引き」

ほか